# Spoorlijn Varsseveld - Dinxperlo
De spoorlijn Varsseveld - Dinxperlo is de voormalige spoorwegverbinding tussen de Nederlandse plaatsen Varsseveld en Dinxperlo (provincie Gelderland). De spoorlijn werd op 30 november 1904 geopend.
Om tot de realisering van een spoorverbinding tussen Dinxperlo en Varsseveld te kunnen komen, werd op 18 september 1901 de Locaal Spoorweg Maatschappij Dinxperlo - Varsseveld (DV) opgericht. De Hollandsche IJzeren Spoorweg-Maatschappij (HSM) was bereid gebleken om voor een huurprijs van 2000 gulden per jaar de 10 kilometer lange lijn te exploiteren.
In Varsseveld werd bij het station aangesloten op de in 1885 in gebruik genomen spoorlijn Winterswijk - Zevenaar. Bij de aanleg werd nog rekening gehouden met het mogelijke doortrekken van de lijn naar Isselburg aan de Duitse spoorlijn Empel-Rees - Bocholt - Münster, die werd geëxploiteerd door de Pruisische Staatsspoorwegen. Deze verbinding naar Duitsland is echter nooit gerealiseerd in verband met te weinig belangstelling van zowel Nederlandse als Duitse zijde.

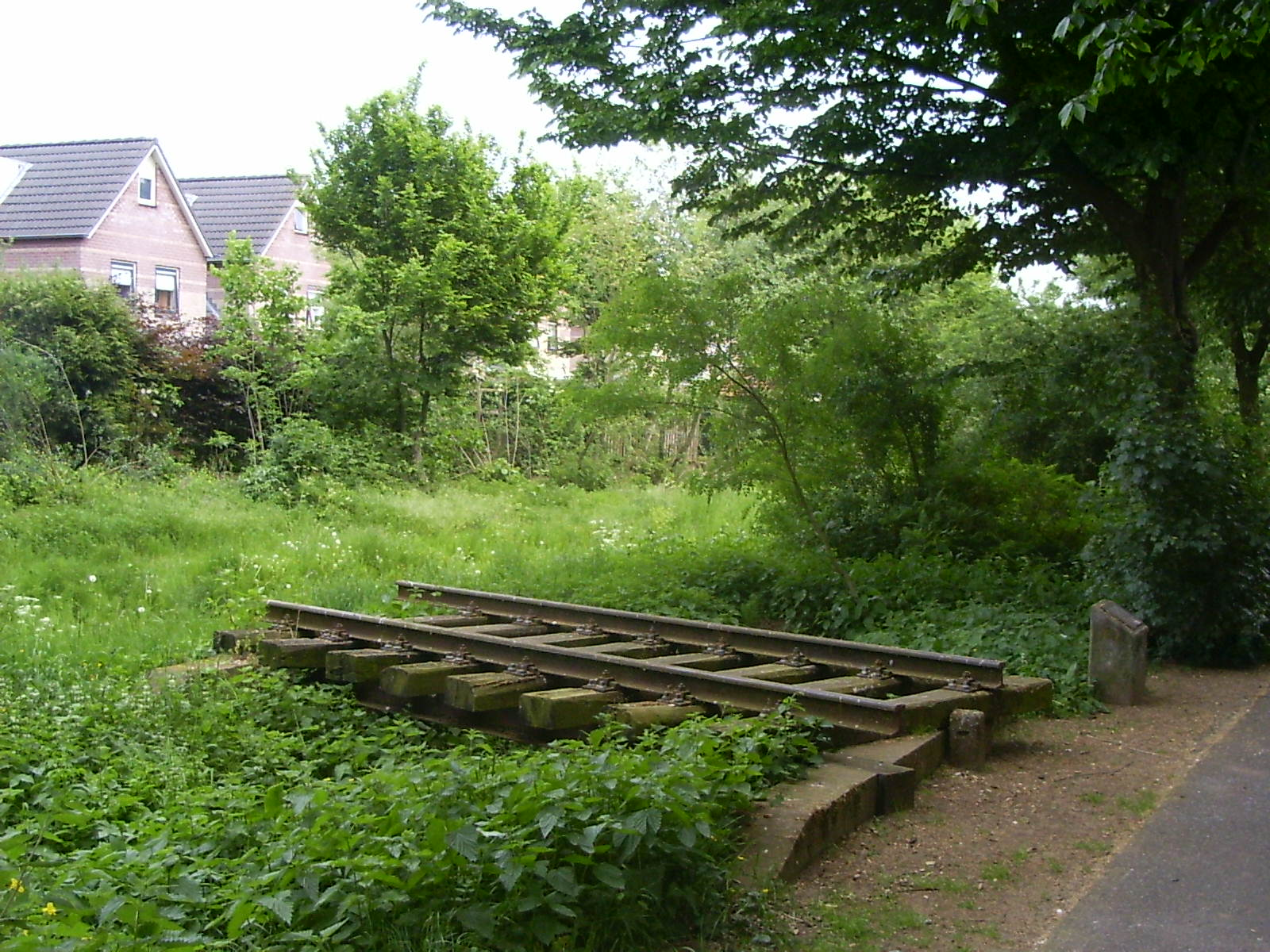
Monument in Dinxperlo

Zesmaal daags reed een trein, getrokken door de locomotief “Bello” tussen de Achterhoekse dorpen. De spoorlijn was echter bepaald niet rendabel. Voor de HSM bleek het een voortdurende verliespost. Op 1 januari 1935 werd de spoorlijn door de staat genationaliseerd, waardoor de contractuele exploitatieverplichting van de HSM verviel. Er kwam dan ook onmiddellijk een eind aan het reizigersvervoer op de lijn. Daarna heeft er nog wel enig goederenvervoer plaatsgevonden (met name steenkool). Op 23 juli 1942 kwam ook daar een einde aan, omdat nazi-Duitsland rails en dwarsliggers goed kon gebruiken voor de oorlog aan het oostfront. Na de oorlog werd de lijn niet opnieuw aangelegd, zodat het einde aan het spoorvervoer in Dinxperlo definitief was.
Van de loop van de opgebroken spoorlijn is tegenwoordig nog maar erg weinig te herkennen in het landschap. In Dinxperlo is een herinneringsteken (bestaande uit een stuk spoor) geplaatst boven de oude loop van de Aaldersbeek, op de plek waar het spoor de beek overstak. Verder staat de oude stationsrestauratie nog overeind. Deze heeft nog steeds een horecabestemming. De Spoorstraat in Dinxperlo herinnert nog aan het spoorwegverleden. In Sinderen staat het haltegebouw er nog. Het is zeer goed bewaard gebleven. Ook in De Heurne staat het haltegebouw er nog, maar is daar ingrijpend verbouwd tot woonhuis. Daar tegenover staat ook een monument 'Sporen in de tijd', dat bestaat uit een kromgetrokken rail waarin oude beelden te zien zijn.